# Loutky
Loutky (Marionnettes) est un ensemble de trois recueils pour piano écrit par Bohuslav Martinů entre 1914 et 1924.
Martinů a écrit de très nombreuses pièces pour piano, que cela soit en solo, en concertos (cinq) ou en musique de chambre. L'essentiel des partitions pour piano seul est constitué de recueils de courtes pièces, à l'exception notable de son unique sonate et sa fantaisie et toccata.
Ses marionnettes sont des œuvres de jeunesse même si leur composition s'étale sur plus de 10 ans, entre la Tchécoslovaquie et sa venue à Paris en 1923. Ce thème l'avait déjà inspiré en 1910 dans une œuvre orchestrale, La mort de Tintagile sur une pièce conçue pour marionnette par Maurice Maeterlinck.

## Loutky I
Numéroté H. 137, il s'agit chronologiquement du dernier recueil. Il a été écrit en 1924 entre Polička (Tchécoslovaquie) et Paris. Il comprend cinq pièces et sa durée d'exécution est d'environ un quart d'heure.
- Danses de Colombine (Tempo di valse)
- La nouvelle marionnette (Moderato)
- La marionnette timide (Chanson, andante moderato)
- Conte de fée (Moderato)
- Danse des marionnettes (Tempo di valse)

## Loutky II
Numéroté H. 116, il s'agit chronologiquement du deuxième recueil. Il a été écrit entre 1914 et 1918 à Polička (Tchécoslovaquie). Il comprend cinq pièces et sa durée d'exécution est d'environ un quart d'heure.
- Scène de marionnettes (Valse, allegretto)
- Harlequin (Scherzo, allegretto)
- Souvenir de Colombine (Intermezzo. Tranquillo, poco andantino)
- La marionnette malade (Chanson triste, largo)
- Chant de Colombine (chanson à la Grieg, Lento)

## Loutky III
Numéroté H. 92, il s'agit chronologiquement du premier recueil. Il a été écrit entre 1912 et 1914 à Polička (Tchécoslovaquie).. Il comprend quatre pièces et sa durée d'exécution est d'environ dix minutes.
- Sérénade de Pierrot (Scherzando, ma non troppo)
- La valse sentimentale de la marionnette (Poco moderato)
- Colombine (Andantino)
- Les balles des marionnettes (Tempo di valse).